# Glenea gedeensis
Glenea gedeensis är en skalbaggsart som beskrevs av Aurivillius 1920. Glenea gedeensis ingår i släktet Glenea och familjen långhorningar. Inga underarter finns listade i Catalogue of Life.